# Математика (сингл)
Математика — другий сингл українського гурту Друга Ріка з другого студійного альбому «Два», який вийшов у грудні 2002 року та знаходився у ефірах радіостанцій з осені. Також, 6 липня 2003 року було випущено реміксовану версію синглу під назвою Funky Mix та Elektro версію, котра увійшла на альбом, як бонус-трек. Як колись і пісня «Впусти мене», вона була презентована в ефірі напередодні Нового Року .

## Музичне відео
Вихід синглу супроводжувався й виходом відеокліпу, режисером якого став Андрій Толошний. Зйомки проходили у Києві у кінотеатрі «Флоренція», що на Троєщині. Автором відеороботи на цю версію став Михайло Шелепов, відомий як автор кліпу зреміксованої Олегом Скрипкою пісні «Не думай», а реміксу — Єгор Олєсов, який вже працював над реміксом «Впусти мене» з попереднього альбому Другої Ріки, та над реміксом пісні «Друг» Океану Ельзи .

## Список композицій
| #  | Назва                      | Тривалість |
| -- | -------------------------- | ---------- |
| 1. | «Математика»               | 3:29       |
| 2. | «Математика (Funky remix)» | 3:10       |
| 3. | «Математика Electro»       | 3:03       |

## Учасники запису

### Друга Ріка
- Валерій Харчишин — вокал, труба
- Олександр Барановський — гітара
- Дорошенко Олексій — ударні
- Біліченко Сергій — гітара
- Віктор Скуратовський — бас-гітара

### Додаткові музиканті
- Віталій Телезін — клавішні